# Telstar 3
Telstar 3 war die Bezeichnung für drei amerikanische Kommunikationssatelliten, die von AT&T gestartet wurden und so den Namen der früheren Telstar-Satelliten wiederbelebten.
Nach dem Erfolg der Satelliten Telstar 1 und 2 wurde mit diesen geostationären Satelliten die Übertragung von Fernseh-, Rundfunk und Telefonverbindungen zwischen den USA, Alaska, Hawaii, Puerto Rico und einigen Inseln möglich.
Die spinstabilisierten, zylinderförmigen Satelliten wurden von Hughes Space and Communications auf Basis deren Satellitenbus HS-376  gebaut, die durch einen ausfahrbaren und mit zusätzlichen Solarzellen bestückten Hohlzylinder im All eine Gesamtlänge von 6,83 m erreichten. Die Solarzellen lieferten zu Beginn insgesamt 917 Watt Leistung. Der Durchmesser betrug 2,16 m, die Masse betrug beim Start 1225 kg, in der Umlaufbahn bei 653 kg. Die Übertragung erfolgte durch 24 C-Band-Transponder. Die geplante Lebensdauer liegt bei zehn Jahren.
Der Start von Telstar 301 (Telstar 3A, später Arabsat 1E) erfolgte am 28. Juli 1983 mit einer Delta-3920-Rakete. Telstar 302 folgte am 30. August 1984 und Telstar 303 am 17. Juni 1985 jeweils mit einem Space Shuttle.